# お腹召しませ
『お腹召しませ』（おはらめしませ）は、浅田次郎による日本の短編時代小説。
6編とも幕末から明治維新期を舞台としており、作者自身が祖父から聞かされた思い出話や、身の回りで起きたことなどを基に執筆された。
第1回中央公論文芸賞と第10回司馬遼太郎賞を受賞した。

## 各話概要

### お腹召しませ
（おはらめしませ）
- 初出：『中央公論』2003年10月号

あらすじ
高津又兵衛（たかつ またべえ）は困り果てていた。家督を継がせた入り婿の与十郎（よじゅうろう）が、藩の公金に手を付けた上、新吉原の女郎を身請けし逐電してしまったのだ。家を守るためには“腹を切る”しかない、と知恵を授けられるが、まだ45歳の身を思うと踏み切れない。妻と娘はと言えば、家を守るためならと、いともあっさり「お腹召しませ」と言う始末。又兵衛が下した決断とは……。

### 大手三之御門御与力様失踪事件之顚末
（おおてさんのごもんおよりきさましっそうじけんのてんまつ）
- 初出：『中央公論』2004年4月号

あらすじ
大手三之門に詰め所を構える御百人組。その一人・長尾小源太（ながお こげんた）は、組頭の本多から、昵懇の仲であった横山四郎次郎（よこやま しろうじろう）が詰め所から忽然と姿を消した、と聞かされる。姿を消したと言っても、三之門は言わば大きな密室状態、外へ出る方法がなく、神隠しにあったとしか思えない。行方知れずになってから5日目、横山が記憶喪失の状態で見つかる。やはり天狗の仕業であったかと納得する者もいたが、横山は小源太だけには本当のことを話し始める……。

### 安藝守様御難事
（あきのかみさまごなんじ）
- 初出：『中央公論』2004年9月号

あらすじ
14代安芸守・茂勲（もちこと）は、老いた御側役に「斜籠（はすかご）の稽古をする」と言われるままに、広敷から夜盗のごとく逃げる稽古をさせられていた。目的が分からない茂勲は、11代将軍・家斉公の息女で、かつて曾祖父に嫁した末姫様こと通称・御住居（おすまい）様に話を聞くことにする。御住居様は、斜籠については詳しく言えぬと言い、ただただおいたわしいとさめざめと泣くばかり。謎は恐怖へと変わり、茂勲はますます不安を募らせるが、側役から真夜中に老中の屋敷で斜籠を披露下されと言われる。分かったふりをして事に臨もうとするが、果たして斜籠の儀とは……。

### 女敵討
（めがたきうち）
- 初出：『中央公論』2005年9月号

あらすじ
安政の末年、奥州財部藩士・吉岡貞次郎（よしおか さだじろう）は江戸勤番に就く。国元に妻を残し、しかし大した勤めもないまま2年半が経過する。暇を持て余す貞次郎の元に、国元から御目付役・稲川左近（いながわ さこん）が上ってくる。貞次郎は自分が何か粗相でもしたかと尋ねるが、左近は、貞次郎の妻が不貞を働いている、不義密通が公になれば吉岡家が取り潰しになりかねない、すぐに国元に帰り女房を成敗し女敵を討ち果たせと言う。顔も知らぬまま結婚した仲とはいえ、14年連れ添った妻である。しかも貞次郎は、妻が夫を待ちわびているであろう間、江戸で妾との間に子を成していたのだ……。

### 江戸残念考
（えどざんねんこう）
- 初出：『中央公論』2004年12月号

あらすじ
慶応4年の正月。代々御先手組与力を務める浅田家の浅田次郎左衛門（あさだ じろうざえもん）が、年賀の挨拶回りに出かけようとしたところ、祖父の代からの郎党・孫兵衛（まごべえ）が、薩摩・長州と戦になるやも知れぬという情報を仕入れてくる。大坂の陣から実に250年以上、よもや自分の代に武士の本義が試される時が来ようとは思ってもいなかった。しかし、何事もなく日は過ぎていき、上からは何の沙汰もない。すると又しても孫兵衛が、慶喜公が鳥羽・伏見から逃げ帰ってきたという噂を聞いてくる。江戸は無様な結果に曝され、「残念無念」と言うのが流行っていく。

### 御鷹狩
（おたかがり）
- 初出：『中央公論』2005年12月号

あらすじ
ある新月の晩、檜山新吾（ひやま しんご）、間宮兵九郎（まみや へいくろう）、坂部卯之助（さかべ うのすけ）ら、未だに前髪も取れぬ若者3人は、いかにも悪事を働くような頬かむりという出で立ちをしていた。悪事も悪事、薩長の田舎侍に抱かれる江戸女は許せないと、夜鷹狩りをしようとしていた。

## 書籍情報
- 単行本：2006年2月、中央公論新社、ISBN 978-4-12-003700-9
- 文庫本：2008年9月[1]、中公文庫、ISBN 978-4-12-205045-7
- 文庫新装版：2020年8月21日[2]、中公文庫、ISBN 978-4-12-206916-9